# The Day After (phim 2017)
The Day After (tiếng Hàn: 그 후; Romaja: Geu-hu)  một bộ phim chính kịch Hàn Quốc năm 2017 do Hong Sang-soo viết kịch bản, sản xuất và đạo diễn. Bộ phim được chọn để tranh giải Cành cọ vàng tại Liên hoan phim Cannes năm 2017.

## Cốt truyện
Bộ phim khắc họa cuộc sống của nhân Bong Wan (Kwon Hae Hyo) - một tác giả kiêm nhà xuất bản sách nổi tiếng. Mối quan hệ vụng trộm giữa ông và cô trợ lý cũ mau chóng kết thúc khi vấp phải sự cảnh báo từ phía người ngoài cuộc. Tuy nhiên, sau khi tình nhân thôi việc, người vợ Hae Joo (Cho Yun Hee) của ông lại nhầm lẫn và trút cơn thịnh nộ lên Areum (Kim Min Hee) cô nhân viên mới đến...

## Diễn viên
- Kwon Hae-hyo vai Kim Bong-wan
- Kim Min-hee vai Song Ah-reum
- Kim Sae-byuk vai Lee Chang-sook
- Jo Yoon-hee vai Song Hae-joo

## Giải thưởng
| Giải thưởng                                   | Hạng mục                   | Người nhận    | Kết quả | Ghi chú |
| --------------------------------------------- | -------------------------- | ------------- | ------- | ------- |
| Liên hoan phim Cannes lần thứ 70              | Cành cọ vàng               | Hong Sang-soo | Đề cử   |         |
| Giải thưởng điện ảnh châu Á lần thứ 12        | Phim hay nhất              | The Day After | Đề cử   | [ 4 ]   |
| Giải thưởng điện ảnh châu Á lần thứ 12        | Đạo diễn xuất sắc nhất     | Hong Sang-soo | Đề cử   | [ 4 ]   |
| Giải thưởng điện ảnh châu Á lần thứ 12        | Nữ Diễn Viên Xuất Sắc Nhất | Kim Min-hee   | Đề cử   | [ 4 ]   |
| Giải thưởng nghệ thuật phim Chunsa lần thứ 23 | Đạo diễn xuất sắc nhất     | Hong Sang-soo | Đề cử   | [ 5 ]   |